# まるはちの日

名古屋市章

まるはちの日とは愛知県名古屋市が制定した記念日。
尾張藩の合印を元に1907年（明治40年）に定められた名古屋市の市章（“まるはち”マーク）の制定88年を記念して、1996年（平成8年）に毎年「8月8日」を「まるはちの日」と決めたもの。
名古屋の中心部である栄・久屋大通公園やオアシス21で毎年8月8日に行なわれている「まるはちの日中央イベント」を指す場合もある。同日には「まるはちの日関連イベント」として8月8日前後に名古屋市内で数々のイベントが催されており、名古屋市の運営する一部の施設では無料開放が行なわれるものもある。
これに類似して、名古屋市では環境基本条例でまるはちとも読める毎月（0）8日を「環境保全の日」と制定している。環境保全の日は平日でもドニチエコきっぷが利用できる。